# Jenry Orlando Ruiz Mora
Jenry Orlando Ruiz Mora (Santa Cruz del Potrero, 25 gennaio 1973) è un vescovo cattolico honduregno, dal 10 marzo 2023 vescovo di Trujillo.

## Biografia
Nasce a Santa Cruz del Potrero, nel dipartimento di Olancho, il 25 gennaio 1973.

### Formazione e ministero sacerdotale
Segue gli studi di filosofia e teologia nel seminario maggiore di Tegucigalpa Nuestra Señora di Suyapa ed è ordinato presbitero il 30 maggio 1998 per la diocesi di Juticalpa.
Nel corso del suo ministero sacerdotale, svolge i seguenti incarichi:
- vicario parrocchiale presso le parrocchie San Jerónimo Gualco e San Esteban (1998 - 1999)
- responsabile dei Delegados de la Palabra (1998 - 1999)
- responsabile del seminario minore San Pedro y San Pablo in Juticalpa (2000 - 2005)
- cappellano presso il campus della Universidad Catolica de Honduras Santa Clara in Juticalpa (2000 - 2005)
- responsabile della pastorale universitaria della diocesi di Juticalpa (2000 - 2005)
- responsabile diocesano della pastorale vocazionale (2000 - 2013)
- parroco presso la cattedrale di Juticalpa (2002 - 2012)
- responsabile del movimento Cursillos de Cristiandad (2007 - 2023)
- parroco presso la parrocchia Nuestra Señora de Candelaria in Salamá (2012 - 2016)
- parroco presso la parrocchia San Francisco de Asís in La Unión (2016 - 2023)
- vicario episcopale per la pastorale e per il clero della diocesi di Juticalpa (2016 - 2023)

### Ministero episcopale
Il 10 marzo 2023 papa Francesco lo nomina vescovo di Trujillo; succede a Luis Solé Fa, dimessosi per raggiunti limiti di età. Riceve la consacrazione episcopale il 6 maggio successivo per imposizione delle mani del vescovo di Juticalpa José Bonello. Durante la stessa celebrazione prende possesso della diocesi.

## Genealogia episcopale
La genealogia episcopale è:
- Cardinale Scipione Rebiba
- Cardinale Giulio Antonio Santori
- Cardinale Girolamo Bernerio, O.P.
- Arcivescovo Galeazzo Sanvitale
- Cardinale Ludovico Ludovisi
- Cardinale Luigi Caetani
- Cardinale Ulderico Carpegna
- Cardinale Paluzzo Paluzzi Altieri degli Albertoni
- Papa Benedetto XIII
- Papa Benedetto XIV
- Papa Clemente XIII
- Cardinale Marcantonio Colonna
- Cardinale Giacinto Sigismondo Gerdil, B.
- Cardinale Giulio Maria della Somaglia
- Cardinale Carlo Odescalchi, S.I.
- Cardinale Costantino Patrizi Naro
- Cardinale Lucido Maria Parocchi
- Papa Pio X
- Papa Benedetto XV
- Papa Pio XII
- Cardinale Eugène Tisserant
- Papa Paolo VI
- Arcivescovo Gabriel Montalvo Higuera
- Cardinale Oscar Andrés Rodríguez Maradiaga, S.D.B.
- Vescovo José Bonello, O.F.M.
- Vescovo Jenry Orlando Ruiz Mora